# フランスグランプリ (ロードレース)
フランスグランプリ（フランスGP、French Grand Prix ）は、フランスで開催されるオートバイレースイベントである。1951年以降はFIMロードレース世界選手権（MotoGP）の一戦として組み込まれ、断続的に開催されている。

## 概要
かつては各地のサーキットで行われていたが、2000年以降はル・マンの「ブガッティ・サーキット」で開催されている（2011年現在）。
1991年にはブラジルGPがキャンセルされたために急遽代替レースがブガッティ・サーキットで開催されたが、この年はすでにフランスGPがポール・リカールで開催されていたため、1カ国1グランプリの原則に則って開催地の名を採ってル・マングランプリ（Vitesse du Mans Grand Prix ）とされた。

## 歴代優勝者
- 以下は世界選手権として開催された大会の優勝者である。

### フランスGPの優勝者
| 年   | サーキット       | 50cc             | 125cc          | 250cc            | 350cc            | 500cc          | 結果 |
| ---- | ---------------- | ---------------- | -------------- | ---------------- | ---------------- | -------------- | ---- |
| 1951 | アルビ           |                  |                | B.ルフォ         | G.デューク       | A.ミラーニ     | 詳細 |
| 1953 | ルーアン         |                  |                |                  | F.アンダーソン   | G.デューク     | 詳細 |
| 1954 | ランス・グー     |                  |                | W.ハース         | P.モネール       | P.モネール     | 詳細 |
| 1955 | ランス・グー     |                  | C.ウビアーリ   |                  | D.アゴスチーニ   | G.デューク     | 詳細 |
| 1959 | シャレード       |                  |                |                  | J.サーティース   | J.サーティース | 詳細 |
| 1960 | シャレード       |                  |                |                  | G.ホッキング     | J.サーティース | 詳細 |
| 1961 | シャレード       |                  | T.フィリス     | T.フィリス       |                  | G.ホッキング   | 詳細 |
| 1962 | シャレード       | J.ヒューベルツ   | 高橋国光       | J.レッドマン     |                  |                | 詳細 |
| 1963 | シャレード       | H.G.アンシャイト | H.アンダーソン |                  |                  |                | 詳細 |
| 1964 | シャレード       | H.アンダーソン   | L.タベリ       | P.リード         |                  |                | 詳細 |
| 1965 | ルーアン         | R.ブライアンズ   | H.アンダーソン | P.リード         |                  |                | 詳細 |
| 1966 | シャレード       |                  |                | M.ヘイルウッド   | M.ヘイルウッド   |                | 詳細 |
| 1967 | シャレード       | 片山義美         | B.アイビー     | B.アイビー       |                  |                | 詳細 |
| 1969 | ル・マン         | A.Toersen        | J.Auréal       | S.ヘレロ         |                  | G.アゴスチーニ | 詳細 |
| 1970 | ル・マン         | A.ニエト         | D.ブラウン     | R.グールド       |                  | G.アゴスチーニ | 詳細 |
| 1972 | シャレード       |                  | G.パロッティ   | P.リード         | G.アゴスチーニ   | G.アゴスチーニ | 詳細 |
| 1973 | ポール・リカール |                  | K.アンダーソン | J.サーリネン     | G.アゴスチーニ   | J.サーリネン   | 詳細 |
| 1974 | シャレード       | H.v.ケッセル     | K.アンダーソン |                  | G.アゴスチーニ   | P.リード       | 詳細 |
| 1975 | ポール・リカール |                  | K.アンダーソン | J.チェコット     | J.チェコット     | G.アゴスチーニ | 詳細 |
| 1976 | ル・マン         | H.リットベルガー |                | W.ヴィッラ       | W.ヴィッラ       | B.シーン       | 詳細 |
| 1977 | ポール・リカール |                  | P.P.ビアンキ   | J.エクロード     | 片山敬済         | B.シーン       | 詳細 |
| 1978 | ノガロ           |                  | P.P.ビアンキ   | G.ハンスフォード | G.ハンスフォード | K.ロバーツ     | 詳細 |
| 1979 | ル・マン         | E.ラッツァリーニ | G.ベルタン     | K.バリントン     | P.フェルナンデス | B.シーン       | 詳細 |
| 1980 | ポール・リカール |                  | A.ニエト       | K.バリントン     | J.エクロード     | K.ロバーツ     | 詳細 |
| 1981 | ポール・リカール |                  | A.ニエト       | A.マンク         |                  | M.ルッキネリ   | 詳細 |
| 1982 | ノガロ           |                  | J.C.セリーニ   | J.S.トルナドール | J.F.バルデ       | M.フルッチ     | 詳細 |
| 1983 | ル・マン         | S.ドルフリンガー | R.トルモ       | A.カーター       |                  | F.スペンサー   | 詳細 |
| 年   | サーキット       | 80cc             | 125cc          | 250cc            | 350cc            | 500cc          | 結果 |
| 1984 | ポール・リカール |                  | A.ニエト       | A.マンク         |                  | F.スペンサー   | 詳細 |
| 1985 | ル・マン         | A.ニエト         | E.ジャノーラ   | F.スペンサー     |                  | F.スペンサー   | 詳細 |
| 1986 | ポール・リカール |                  | L.カダローラ   | C.ラバード       |                  | E.ローソン     | 詳細 |
| 1987 | ル・マン         |                  | F.グレシーニ   | R.ロス           |                  | R.マモラ       | 詳細 |
| 1988 | ポール・リカール |                  | J.マルチネス   | J.コルヌー       |                  | E.ローソン     | 詳細 |
| 1989 | ル・マン         |                  | J.マルチネス   | C.カルダス       |                  | E.ローソン     | 詳細 |

| 年   | サーキット       | 125cc                        | 250cc                      | 500cc                      | 結果 |
| ---- | ---------------- | ---------------------------- | -------------------------- | -------------------------- | ---- |
| 1990 | ル・マン         | ハンス・スパーン             | カルロス・カルダス         | ケビン・シュワンツ         | 詳細 |
| 1991 | ポール・リカール | ロリス・カピロッシ           | ロリス・レジアーニ         | ウェイン・レイニー         | 詳細 |
| 1992 | マニクール       | エツィオ・ジャノーラ         | ロリス・レジアーニ         | ウェイン・レイニー         | 詳細 |
| 1994 | ル・マン         | 上田昇                       | ロリス・カピロッシ         | ミック・ドゥーハン         | 詳細 |
| 1995 | ル・マン         | 青木治親                     | ラルフ・ウォルドマン       | ミック・ドゥーハン         | 詳細 |
| 1996 | ポール・リカール | ステファノ・ペルジーニ       | マックス・ビアッジ         | ミック・ドゥーハン         | 詳細 |
| 1997 | ポール・リカール | バレンティーノ・ロッシ       | 原田哲也                   | ミック・ドゥーハン         | 詳細 |
| 1998 | ポール・リカール | 坂田和人                     | 原田哲也                   | アレックス・クリビーレ     | 詳細 |
| 1999 | ポール・リカール | ロベルト・ロカテリ           | 宇川徹                     | アレックス・クリビーレ     | 詳細 |
| 2000 | ル・マン         | 宇井陽一                     | 宇川徹                     | アレックス・クリビーレ     | 詳細 |
| 2001 | ル・マン         | マヌエル・ポジャーリ         | 加藤大治郎                 | マックス・ビアッジ         | 詳細 |
| 年   | サーキット       | 125cc                        | 250cc                      | MotoGP                     | 結果 |
| 2002 | ル・マン         | ルーチョ・チェッキネロ       | フォンシ・ニエト           | バレンティーノ・ロッシ     | 詳細 |
| 2003 | ル・マン         | ダニ・ペドロサ               | トニ・エリアス             | セテ・ジベルナウ           | 詳細 |
| 2004 | ル・マン         | アンドレア・ドヴィツィオーゾ | ダニ・ペドロサ             | セテ・ジベルナウ           | 詳細 |
| 2005 | ル・マン         | トーマス・ルティ             | ダニ・ペドロサ             | バレンティーノ・ロッシ     | 詳細 |
| 2006 | ル・マン         | トーマス・ルティ             | 高橋裕紀                   | マルコ・メランドリ         | 詳細 |
| 2007 | ル・マン         | セルジオ・ガデア             | ホルヘ・ロレンソ           | クリス・バーミューレン     | 詳細 |
| 2008 | ル・マン         | マイク・ディ・メッリオ       | アレックス・デボン         | バレンティーノ・ロッシ     | 詳細 |
| 2009 | ル・マン         | フリアン・シモン             | マルコ・シモンチェリ       | ホルヘ・ロレンソ           | 詳細 |
| 年   | サーキット       | 125cc                        | Moto2                      | MotoGP                     | 結果 |
| 2010 | ル・マン         | ポル・エスパルガロ           | トニ・エリアス             | ホルヘ・ロレンソ           | 詳細 |
| 2011 | ル・マン         | マーベリック・ビニャーレス   | マルク・マルケス           | ケーシー・ストーナー       | 詳細 |
| 年   | サーキット       | Moto3                        | Moto2                      | MotoGP                     | 結果 |
| 2012 | ル・マン         | ルイ・ロッシ                 | トーマス・ルティ           | ホルヘ・ロレンソ           | 詳細 |
| 2013 | ル・マン         | マーベリック・ビニャーレス   | スコット・レディング       | ダニ・ペドロサ             | 詳細 |
| 2014 | ル・マン         | ジャック・ミラー             | ミカ・カリオ               | マルク・マルケス           | 詳細 |
| 2015 | ル・マン         | ロマーノ・フェナティ         | トーマス・ルティ           | ホルヘ・ロレンソ           | 詳細 |
| 2016 | ル・マン         | ブラッド・ビンダー           | アレックス・リンス         | ホルヘ・ロレンソ           | 詳細 |
| 2017 | ル・マン         | ジョアン・ミル               | フランコ・モルビデリ       | マーベリック・ビニャーレス | 詳細 |
| 2018 | ル・マン         | アルベルト・アレナス         | フランチェスコ・バニャイア | マルク・マルケス           | 詳細 |
| 2019 | ル・マン         | ジョン・マクフィー           | アレックス・マルケス       | マルク・マルケス           | 詳細 |

| 年   | サーキット | MotoE                  | MotoE                  | Moto3                          | Moto2                      | MotoGP                   | 結果 |
| 年   | サーキット | Race 1                 | Race 2                 | Moto3                          | Moto2                      | MotoGP                   | 結果 |
| ---- | ---------- | ---------------------- | ---------------------- | ------------------------------ | -------------------------- | ------------------------ | ---- |
| 2020 | ル・マン   | ジョルディ・トーレス   | ニキ・トゥーリ         | チェレスティーノ・ヴィエッティ | サム・ロウズ               | ダニロ・ペトルッチ       | 詳細 |
| 2021 | ル・マン   | エリック・グラナド     | N/A                    | セルジオ・ガルシア             | ラウル・フェルナンデス     | ジャック・ミラー         | 詳細 |
| 2022 | ル・マン   | マッティア・カサデイ   | ドミニク・エガーター   | ジャウマ・マシア               | アウグスト・フェルナンデス | エネア・バスティアニーニ | 詳細 |
| 2023 | ル・マン   | ジョルディ・トーレス   | マッテオ・フェッラーリ | ダニエル・オルガード           | トニー・アルボリーノ       | マルコ・ベツェッキ       | 詳細 |
| 2024 | ル・マン   | ニコラス・スピネリ     | ニコラス・スピネリ     | ダビド・アロンソ               | セルジオ・ガルシア         | ホルヘ・マルティン       | 詳細 |
| 2025 | ル・マン   | オスカー・グティエレス | マッティア・カサデイ   | ホセ・アントニオ・ルエダ       | マヌエル・ゴンサレス       | ヨハン・ザルコ           |      |

### ル・マンGP（1991年）の優勝者
| 年   | サーキット | 250cc                | 500cc              | 結果 |
| ---- | ---------- | -------------------- | ------------------ | ---- |
| 1991 | ル・マン   | ヘルムート・ブラドル | ケビン・シュワンツ | 詳細 |

## フランスGPが開催されたサーキット

ブガッティ・サーキット（ル・マン）
北緯47度57分12秒 東経0度12分37秒 / 北緯47.95333度 東経0.21028度
ポール・リカール・サーキット
北緯43度15分2秒 東経5度47分30秒 / 北緯43.25056度 東経5.79167度
マニクール・サーキット
北緯46度51分51秒 東経3度9分49秒 / 北緯46.86417度 東経3.16361度
ノガロ・サーキット
北緯43度46分5秒 西経0度2分17秒 / 北緯43.76806度 西経0.03806度
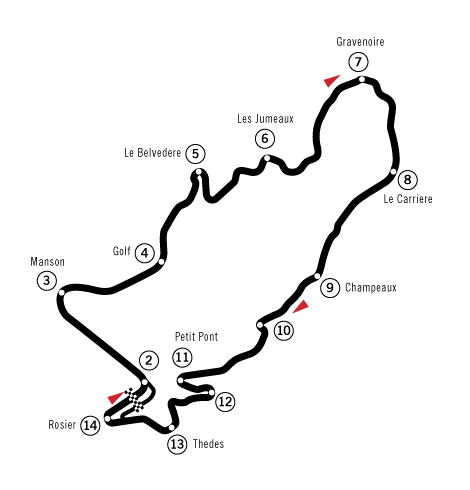
シャレード・サーキット（クレルモン＝フェラン）
北緯45度44分50秒 東経3度2分20秒 / 北緯45.74722度 東経3.03889度
ルーアン・レゼサール
北緯49度19分50秒 東経1度0分17秒 / 北緯49.33056度 東経1.00472度
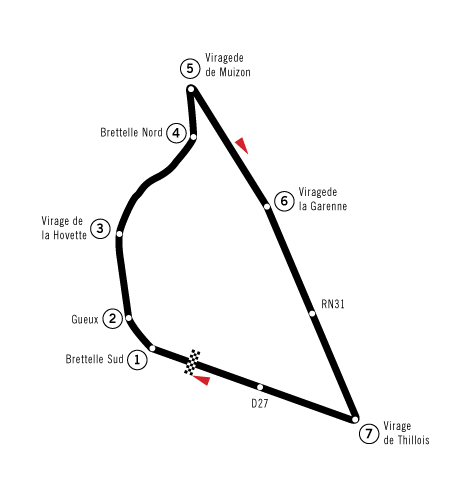
ランス・グー
北緯49度15分15秒 東経3度55分51秒 / 北緯49.25417度 東経3.93083度